# PLS (формат файла)
PLS — компьютерный формат файла, который хранит мультимедийные плейлисты, первоначально используемый в Light Alloy и SHOUTcast.

## Спецификация
Заголовок
- [playlist] : Этот тег указывает, что это Файл списка воспроизведения

Трек вступления 

Предполагая пути входа # X
- FileX : Переменная определяющая местоположение потока.
- TitleX : Определяет название дорожки.
- LengthX : Длина в секундах трека. Значение -1 указывает неопределенный.

Нижний колонтитул
- NumberOfEntries : Эта переменная указывает количество дорожек
- Version : Плейлист версия. В настоящее время только значение 2 является действительным.